# آناهیس خداوردیان
آناهیس خداوردیان بازیکن بسکتبال ایرانی اهل اصفهان است که هم‌اکنون در ترکیب تیم ملی بسکتبال زنان ایران حضور دارد.
او سابقهٔ بازی در باشگاه‌های نامی‌نو اصفهان، نفت آبادان و شیمیدر قم در رقابت‌های داخلی ایران را نیز دارد.